# Tasmarubrius
Tasmarubrius es un género de arañas araneomorfas pertenecientes a la familia Amphinectidae. Se encuentra en Tasmania.

## Especies
Según The World Spider Catalog 12.0:
- Tasmarubrius hickmani Davies, 1998
- Tasmarubrius milvinus (Simon, 1903)
- Tasmarubrius pioneer Davies, 1998
- Tasmarubrius tarraleah Davies, 1998
- Tasmarubrius truncus Davies, 1998